# Высоково (Вачский район)
Высо́ково — деревня в Вачском районе Нижегородской области. Входит в состав Чулковского сельсовета.
В прошлом — деревня Красненского прихода Загаринской волости Муромского уезда Владимирской губернии.
Находится на высоком правом берегу Оки (примерно 2 км по прямой от уреза воды) и на расстоянии около 1,5 км на северо-восток от села Красно. Расположено на доминирующей над округой высоте, хорошо видно из соседних сёл и деревень, поэтому происхождение названия не вызывает сомнения.
На расстоянии 800 м от деревни на северо-запад находится памятник археологии «Селище „Высоково“».

## Из истории
- В окладных книгах Рязанской епархии за 1676 год в составе прихода села Красно упоминается деревня Высокая, в которой 34 дворов крестьянских и 4 бобыльских.
- В «Историко-статистическом описании церквей и приходов Владимирской Епархии» за 1897 год сказано, что в деревне Высоково 95 дворов. Там же говорится, что «сельцо Высоково» расположено на расстоянии 1 версты от церкви села Красно.
- Многие жители Высоково до революции работали в Волжских (Окских) пароходство[3]. Былая зажиточность высоковцев подтверждается частично сохранившимися кирпичными домами и другими строениями.
- В 1930-х годах в Высоково был колхоз «Идея Ильича»[4].
- В Высоково в первой половина XX века были часовня, пожарная часть (ныне не сохранились)[3].

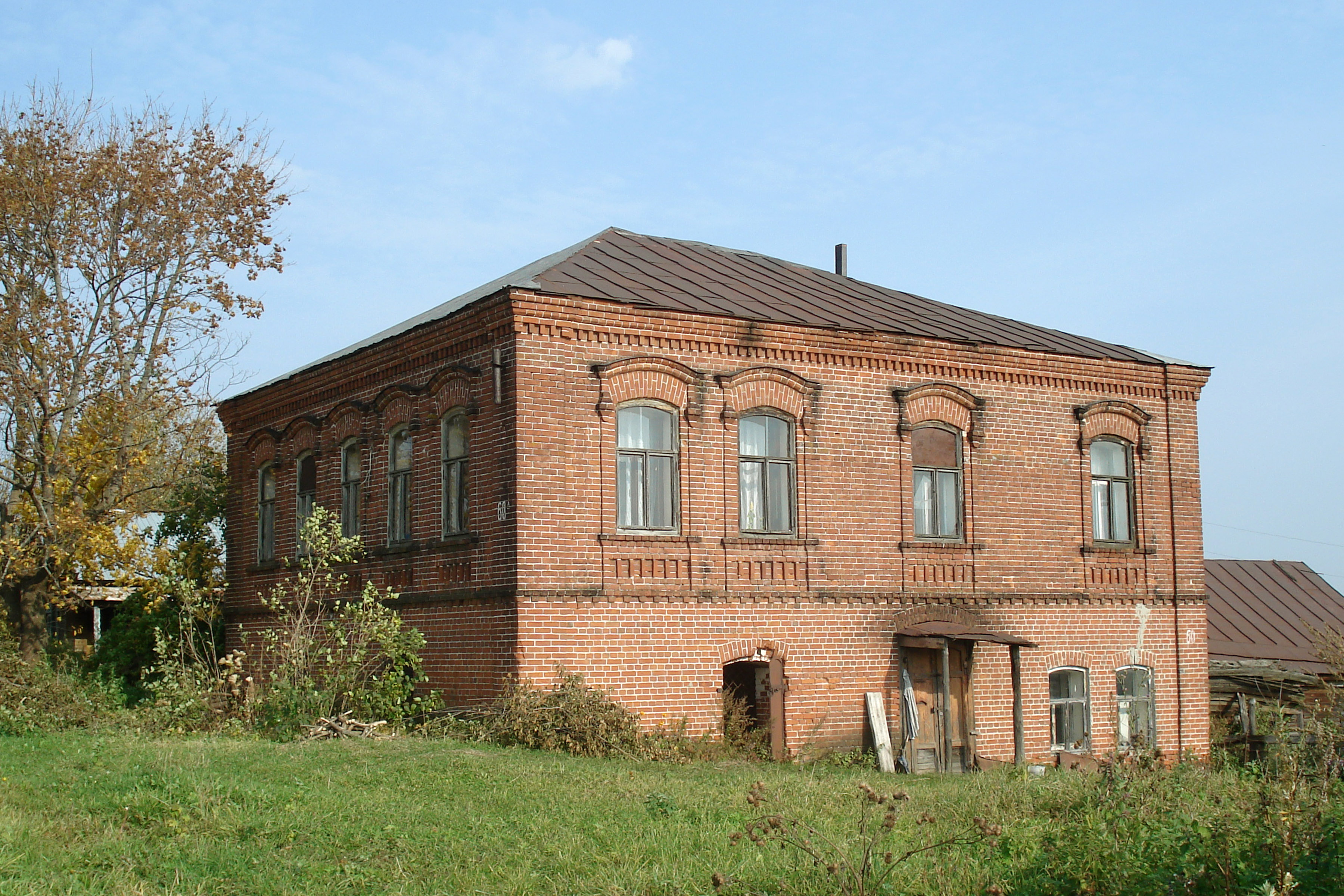
Деревня Высоково. Дом Кокурина. XIX век.

## Население
| 1859 | 1905 | 1926 | 1999 | 2002 | 2010 |
| ---- | ---- | ---- | ---- | ---- | ---- |
| 557  | ↗575 | ↘490 | ↘74  | ↘52  | ↘39  |

## Высоково сегодня
В Высоково два «порядка» (две улицы). Нижний, с домами с двух сторон, считается собственно Высоковым. Верхний, называемый местным жителями «выселки», располагается параллельно нижнему на некоторым от него расстоянии, имеет один ряд домов (именно он хорошо виден издалека).
В настоящее время в Высоково нет никаких предприятий, учреждений, торговых точек.
Высоково телефонизировано и в нём установлен таксофон с номером (83173)62934.
Доехать до Высоково на автомобиле можно по автодороге Р125 Муром — Нижний Новгород, повернув на север:
а) или в Новосёлках по указателю на Жайск и далее, через Яковцево и Пожогу;
б) или у Федурино (рядом с поворотом на Вачу) в сторону Чулково, проехав по асфальтированной дороге около 14 км и, повернув налево, ещё примерно 6 км по грунтовой дороге (с частичным покрытием старым асфальтом), преодолеваемой на обычном легковом автомобиле только в сухую погоду.
Вариант «а» имеет преимущество, так как вплоть до выезда из Пожоги (от Пожоги до Высокова 2 км), дорога имеет асфальтовое покрытие.

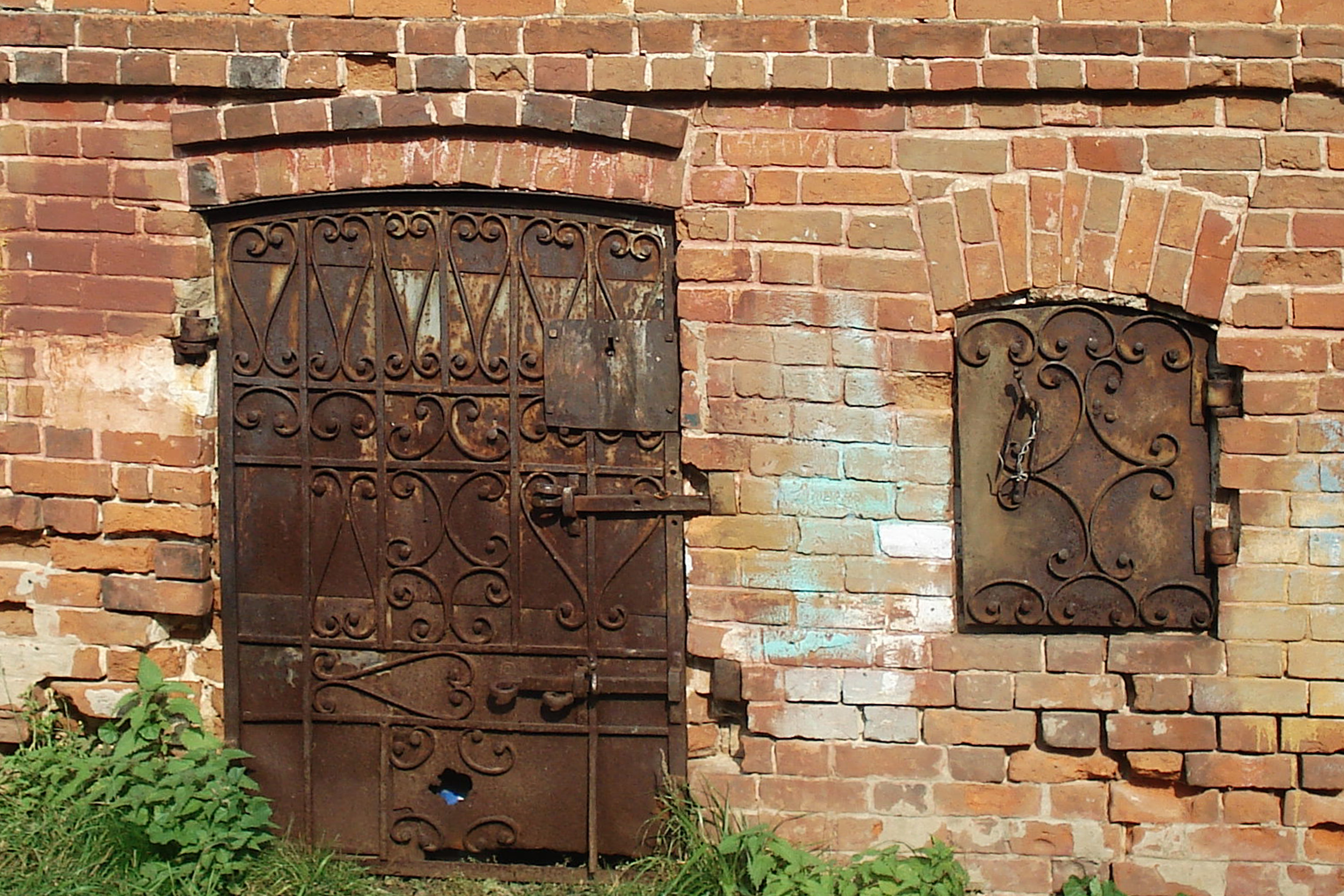
Высоковские «древности».